# Jun Murakami
Pour les articles homonymes, voir Murakami.
Jun Murakami (村上 淳, Murakami Jun), né à Osaka le 23 juillet 1973, est un acteur japonais.

## Filmographie sélective

### Au cinéma
- 1999 : Nabbie no koi (ナビィの恋?) de Yuji Nakae
- 2000 : I Am an S&M Writer (不貞の季節, Futei no kisetsu?) de Ryūichi Hiroki
- 2000 : Shin jingi naki tatakai (新・仁義なき戦い?) de Junji Sakamoto
- 2000 : Shiki-Jitsu (式日?) de Hideaki Anno
- 2001 : Red Shadow (RED SHADOW 赤影, Reddo shadō akakage?) de Hiroyuki Nakano
- 2003 : Vibrator (ヴァイブレータ?) de Ryūichi Hiroki
- 2004 : Cutie Honey (キューティーハニー, Kyūtii Hanii?) de Hideaki Anno
- 2009 : Zen (禅 ZEN?) de Banmei Takahashi
- 2011 : Himizu (ヒミズ?) de Sion Sono
- 2012 : Our Homeland (かぞくのくに, Kazoku no kuni?) de Yang Yong-hi
- 2012 : The Land of Hope (希望の国, Kibō no kuni?) de Sion Sono
- 2014 : Still the Water (2つ目の窓, Futatsume no mado?) de Naomi Kawase

### À la télévision
- 2004 : Michiko to Hatchin (ミチコとハッチン?) de Sayo Yamamoto (anime)

## Récompenses et distinctions
Sauf indication contraire, les informations mentionnées dans cette section peuvent être confirmées par la base de données cinématographiques IMDb,  présente dans la section « Liens externes ».
- 2001 : prix du meilleur acteur dans un second rôle au festival du film de Yokohama pour ses interprétation dans Nabbie no koi, I Am an S&M Writer et Shin jingi naki tatakai[1]